# Liste vérifiée des personnes les plus âgées
La liste vérifiée des personnes les plus âgées au monde est une liste dont les informations ont été vérifiées par des organismes reconnus, tels que le Gerontology Research Group (GRG) ou le LongeviQuest (LQ). La procédure de vérification du GRG pour les supercentenaires nécessite au moins trois documents officiels validés en fonction de leur fiabilité.
Les entrées sont classées en fonction des âges, comprenant les années et les jours vécus par les personnes :
- la femme la plus âgée dont l'âge a été vérifié est la française Jeanne Calment, décédée le 4 août 1997 à l’âge de 122 ans et 164 jours[1] ;
- l'homme le plus âgé dont l'âge a été vérifié est le japonais Jirōemon Kimura, décédé le 12 juin 2013 à l'âge de 116 ans et 54 jours et qui est vingt-huitième dans la liste ci-dessous[2].

Tous les supercentenaires présents dans la liste ci-dessous ont vus leurs âges validés par le GRG ou le LQ. Il existe actuellement 5 supercentenaires en vie (tous des femmes) dans la liste ci-dessous, la plus âgée d'entre elles étant Ethel Caterham, une britannique née le 21 août 1909, qui occupe le trente-quatrième rang de ce classement. 
Le classement compte actuellement 95 femmes pour 5 hommes.

## Liste des 100 personnes les plus âgées
- Vivant(e)

Gras : personnes ayant été doyens de l'humanité
| Rang               | Nom                                    | Sexe | Date de naissance  | Date de décès     | Âge de décès ou actuel | Pays de résidence ou de décès |
| ------------------ | -------------------------------------- | ---- | ------------------ | ----------------- | ---------------------- | ----------------------------- |
| Médaille d'or      | Jeanne Calment                         | F    | 21 février 1875    | 4 août 1997       | 122 ans et 164 jours   | France                        |
| Médaille d'argent  | Kane Tanaka                            | F    | 2 janvier 1903     | 19 avril 2022     | 119 ans et 107 jours   | Japon                         |
| Médaille de bronze | Sarah Knauss                           | F    | 24 septembre 1880  | 30 décembre 1999  | 119 ans et 97 jours    | États-Unis                    |
| 4                  | Lucile Randon                          | F    | 11 février 1904    | 17 janvier 2023   | 118 ans et 340 jours   | France                        |
| 5                  | Nabi Tajima                            | F    | 4 août 1900        | 21 avril 2018     | 117 ans et 260 jours   | Japon                         |
| 6                  | Marie-Louise Meilleur                  | F    | 29 août 1880       | 16 avril 1998     | 117 ans et 230 jours   | Canada                        |
| 7                  | Violet Brown                           | F    | 10 mars 1900       | 15 septembre 2017 | 117 ans et 189 jours   | Jamaïque                      |
| 8                  | Maria Branyas Morera                   | F    | 4 mars 1907        | 19 août 2024      | 117 ans et 168 jours   | Espagne États-Unis            |
| 9                  | Emma Morano                            | F    | 29 novembre 1899   | 15 avril 2017     | 117 ans et 137 jours   | Italie                        |
| 10                 | Chiyo Miyako                           | F    | 2 mai 1901         | 22 juillet 2018   | 117 ans et 81 jours    | Japon                         |
| 11                 | Delphia Welford                        | F    | 9 septembre 1875   | 14 novembre 1992  | 117 ans et 66 jours    | États-Unis                    |
| 12                 | Misao Ōkawa                            | F    | 5 mars 1898        | 1er avril 2015    | 117 ans et 27 jours    | Japon                         |
| 13                 | Francisca Celsa dos Santos             | F    | 21 octobre 1904    | 5 octobre 2021    | 116 ans et 349 jours   | Brésil                        |
| 14                 | María Capovilla                        | F    | 14 septembre 1889  | 27 août 2006      | 116 ans et 347 jours   | Équateur                      |
| 15                 | Inah Canabarro Lucas                   | F    | 8 juin 1908        | 30 avril 2025     | 116 ans et 326 jours   | Brésil                        |
| 16                 | Susannah Mushatt Jones                 | F    | 6 juillet 1899     | 12 mai 2016       | 116 ans et 311 jours   | États-Unis                    |
| 17                 | Gertrude Weaver                        | F    | 4 juillet 1898     | 6 avril 2015      | 116 ans et 276 jours   | États-Unis                    |
| 18                 | Júlia Maria Francisca Simão            | F    | 9 janvier 1901     | 8 octobre 2017    | 116 ans et 272 jours   | Brésil                        |
| 19                 | Fusa Tatsumi                           | F    | 25 avril 1907      | 12 décembre 2023  | 116 ans et 231 jours   | Japon                         |
| 20                 | Antonia da Santa Cruz                  | F    | 13 juin 1905       | 23 janvier 2022   | 116 ans et 224 jours   | Brésil                        |
| 21                 | Tomiko Itooka                          | F    | 23 mai 1908        | 29 décembre 2024  | 116 ans et 220 jours   | Japon                         |
| 22                 | Tane Ikai                              | F    | 18 janvier 1879    | 12 juillet 1995   | 116 ans et 175 jours   | Japon                         |
| 23                 | Jeanne Bot                             | F    | 14 janvier 1905    | 22 mai 2021       | 116 ans et 128 jours   | France                        |
| 24                 | Elizabeth Bolden                       | F    | 15 août 1890       | 11 décembre 2006  | 116 ans et 118 jours   | États-Unis                    |
| 25                 | Besse Cooper                           | F    | 26 août 1896       | 4 décembre 2012   | 116 ans et 100 jours   | États-Unis                    |
| 26                 | Maria Giuseppa Robucci                 | F    | 20 mars 1903       | 18 juin 2019      | 116 ans et 90 jours    | Italie                        |
| 27                 | Tekla Juniewicz                        | F    | 10 juin 1906       | 19 août 2022      | 116 ans et 70 jours    | Pologne Ukraine               |
| 28                 | Jirōemon Kimura                        | M    | 19 avril 1897      | 12 juin 2013      | 116 ans et 54 jours    | Japon                         |
| 29                 | Ana María Vela Rubio                   | F    | 29 octobre 1901    | 15 décembre 2017  | 116 ans et 47 jours    | Espagne                       |
| 30                 | Giuseppina Projetto                    | F    | 30 mai 1902        | 6 juillet 2018    | 116 ans et 37 jours    | Italie                        |
| 31                 | Easter Wiggins                         | F    | 1er juin 1874      | 7 juillet 1990    | 116 ans et 36 jours    | États-Unis                    |
| 32                 | Jeralean Talley                        | F    | 23 mai 1899        | 17 juin 2015      | 116 ans et 25 jours    | États-Unis                    |
| 33                 | Edith Ceccarelli                       | F    | 5 février 1908     | 22 février 2024   | 116 ans et 17 jours    | États-Unis                    |
| 34                 | Ethel Caterham                         | F    | 21 août 1909       | Vivante           | 115 ans et 364 jours   | Royaume-Uni                   |
| 35                 | Ella Miller                            | F    | 6 décembre 1884    | 21 novembre 2000  | 115 ans et 351 jours   | États-Unis                    |
| 36                 | Shigeyo Nakachi                        | F    | 1er février 1905   | 11 janvier 2021   | 115 ans et 345 jours   | Japon                         |
| 37                 | Maggie Barnes                          | F    | 6 mars 1882        | 19 janvier 1998   | 115 ans et 319 jours   | États-Unis                    |
| 38                 | Dina Manfredini                        | F    | 4 avril 1897       | 17 décembre 2012  | 115 ans et 257 jours   | États-Unis Italie             |
| 39                 | Shimoe Akiyama                         | F    | 19 mai 1903        | 29 janvier 2019   | 115 ans et 255 jours   | Japon                         |
| 40                 | Christian Mortensen                    | M    | 16 août 1882       | 25 avril 1998     | 115 ans et 252 jours   | États-Unis Danemark           |
| 41                 | Hester Ford                            | F    | 15 août 1905       | 17 avril 2021     | 115 ans et 245 jours   | États-Unis                    |
| 42                 | Okagi Hayashi                          | F    | 2 septembre 1909   | 26 avril 2025     | 115 ans et 236 jours   | Japon                         |
| 43                 | Charlotte Hughes                       | F    | 1er août 1877      | 17 mars 1993      | 115 ans et 228 jours   | Royaume-Uni                   |
| 44                 | Edna Parker                            | F    | 20 avril 1893      | 26 novembre 2008  | 115 ans et 220 jours   | États-Unis                    |
| 45                 | Mary Ann Rhodes                        | F    | 12 août 1882       | 3 mars 1998       | 115 ans et 203 jours   | Canada                        |
| 46                 | Harumi Nakamura ou l'Anonyme de Tokyo, | F    | 15 mars 1900       | 27 septembre 2015 | 115 ans et 196 jours   | Japon                         |
| 47                 | Margaret Skeete                        | F    | 27 octobre 1878    | 7 mai 1994        | 115 ans et 192 jours   | États-Unis                    |
| 48                 | Magdalena Oliver Gabarro               | F    | 31 octobre 1903    | 1er mai 2019      | 115 ans et 182 jours   | Espagne                       |
| 49                 | Bernice Madigan                        | F    | 24 juillet 1899    | 3 janvier 2015    | 115 ans et 163 jours   | États-Unis                    |
| 50                 | Gertrude Baines                        | F    | 6 avril 1894       | 11 septembre 2009 | 115 ans et 158 jours   | États-Unis                    |
| 51                 | Emiliano Mercado del Toro              | M    | 21 août 1891       | 24 janvier 2007   | 115 ans et 156 jours   | Porto Rico                    |
| 52                 | Bettie Wilson                          | F    | 13 septembre 1890  | 13 février 2006   | 115 ans et 153 jours   | États-Unis                    |
| 53                 | Shin Matsushita                        | F    | 30 mars 1904       | 27 août 2019      | 115 ans et 150 jours   | Japon                         |
| 54                 | Iris Westman                           | F    | 28 août 1905       | 3 janvier 2021    | 115 ans et 128 jours   | États-Unis                    |
| 55                 | Julie Winnefred Bertrand               | F    | 16 septembre 1891  | 18 janvier 2007   | 115 ans et 124 jours   | Canada                        |
| 56                 | Maria de Jesus dos Santos              | F    | 10 septembre 1893  | 2 janvier 2009    | 115 ans et 114 jours   | Portugal                      |
| 57                 | Marie-Josephine Gaudette               | F    | 25 mars 1902       | 13 juillet 2017   | 115 ans et 110 jours   | Italie États-Unis             |
| 58                 | Susie Gibson                           | F    | 31 octobre 1890    | 16 février 2006   | 115 ans et 108 jours   | États-Unis                    |
| 58                 | Thelma Sutcliffe                       | F    | 1er octobre 1906   | 17 janvier 2022   | 115 ans et 108 jours   | États-Unis                    |
| 60                 | Edna Kern                              | F    | 14 octobre 1900    | 20 janvier 2016   | 115 ans et 98 jours    | États-Unis                    |
| 61                 | Marie-Rose Tessier                     | F    | 21 mai 1910        | Vivante           | 115 ans et 91 jours    | France                        |
| 62                 | Elizabeth Francis                      | F    | 25 juillet 1909    | 22 octobre 2024   | 115 ans et 89 jours    | États-Unis                    |
| 63                 | Casilda Benegas Gallego                | F    | 8 avril 1907       | 28 juin 2022      | 115 ans et 81 jours    | Argentine Paraguay            |
| 64                 | Augusta Holtz                          | F    | 3 août 1871        | 21 octobre 1986   | 115 ans et 79 jours    | États-Unis Allemagne          |
| 65                 | Guillermina Acosta Bilbao              | F    | 27 novembre 1901   | 13 février 2017   | 115 ans et 78 jours    | Panama                        |
| 66                 | Valentine Ligny                        | F    | 22 octobre 1906    | 4 janvier 2022    | 115 ans et 74 jours    | France                        |
| 67                 | Hendrikje van Andel-Schipper           | F    | 29 juin 1890       | 30 août 2005      | 115 ans et 62 jours    | Pays-Bas                      |
| 68                 | Bessie Hendricks                       | F    | 7 novembre 1907    | 3 janvier 2023    | 115 ans et 57 jours    | États-Unis                    |
| 69                 | Mina Kitagawa                          | F    | 3 novembre 1905    | 19 décembre 2020  | 115 ans et 46 jours    | Japon                         |
| 70                 | Marie Brémont                          | F    | 25 avril 1886      | 6 juin 2001       | 115 ans et 42 jours    | France                        |
| 71                 | Yoshi Otsunari                         | F    | 17 décembre 1906   | 26 janvier 2022   | 115 ans et 40 jours    | Japon                         |
| 72                 | Katie Hatton                           | F    | 18 décembre 1876   | 24 janvier 1992   | 115 ans et 37 jours    | États-Unis                    |
| 73                 | Maude Farris-Luse                      | F    | 21 février 1887    | 18 mars 2002      | 115 ans et 25 jours    | États-Unis                    |
| 74                 | Koto Ōkubo                             | F    | 24 décembre 1897   | 12 janvier 2013   | 115 ans et 19 jours    | Japon                         |
| 75                 | Antonia Gerena Rivera                  | F    | 19 mai 1900        | 2 juin 2015       | 115 ans et 14 jours    | États-Unis Porto Rico         |
| 76                 | Chiyono Hasegawa                       | F    | 20 novembre 1896   | 2 décembre 2011   | 115 ans et 12 jours    | Japon                         |
| 77                 | Annie Jennings                         | F    | 12 novembre 1884   | 20 novembre 1999  | 115 ans et 8 jours     | Royaume-Uni                   |
| 78                 | Anonyme de Hyōgo                       | F    | 29 avril 1907      | 30 avril 2022     | 115 ans et 1 jour      | Japon                         |
| 79                 | Eva Morris                             | F    | 8 novembre 1885    | 2 novembre 2000   | 114 ans et 360 jours   | Royaume-Uni                   |
| 80                 | Kama Chinen                            | F    | 10 mai 1895        | 2 mai 2010        | 114 ans et 357 jours   | Japon                         |
| 81                 | Mary Bidwell                           | F    | 9 mai 1881         | 25 avril 1996     | 114 ans et 352 jours   | États-Unis                    |
| 82                 | Sofia Rojas                            | F    | 13 août 1907       | 30 juillet 2022   | 114 ans et 351 jours   | Colombie                      |
| 83                 | Maria Gomes Valentim                   | F    | 9 juillet 1896     | 21 juin 2011      | 114 ans et 347 jours   | Brésil                        |
| 84                 | Hazel Plummer                          | F    | 19 juin 1908       | 25 mai 2023       | 114 ans et 340 jours   | États-Unis                    |
| 85                 | Ophelia Burks                          | F    | 25 octobre 1903    | 27 septembre 2018 | 114 ans et 337 jours   | États-Unis                    |
| 86                 | Naomi Whitehead                        | F    | 26 septembre 1910  | Vivante           | 114 ans et 328 jours   | États-Unis                    |
| 87                 | Eliza Underwood                        | F    | 15 mars 1866       | 27 janvier 1981   | 114 ans et 318 jours   | États-Unis                    |
| 88                 | Izabel Rosa Pereira                    | F    | 13 octobre 1910    | Vivante           | 114 ans et 311 jours   | Brésil                        |
| 89                 | Juan Vicente Pérez Mora                | M    | 27 mai 1909        | 2 avril 2024      | 114 ans et 311 jours   | Venezuela                     |
| 90                 | Kahoru Furuya                          | F    | 18 février 1908    | 25 décembre 2022  | 114 ans et 310 jours   | Japon                         |
| 91                 | Mary Josephine Ray                     | F    | 17 mai 1895        | 7 mars 2010       | 114 ans et 294 jours   | États-Unis Canada             |
| 92                 | Goldie Steinberg                       | F    | 30 octobre 1900    | 16 août 2015      | 114 ans et 290 jours   | États-Unis Moldavie           |
| 93                 | Kiyoko Ishiguro                        | F    | 4 mars 1901        | 5 décembre 2015   | 114 ans et 276 jours   | Japon                         |
| 94                 | Maria do Couto Maia-Lopes              | F    | 24 octobre 1890    | 25 juillet 2005   | 114 ans et 274 jours   | Portugal                      |
| 94                 | Eudoxie Baboul                         | F    | 1er octobre 1901   | 1er juillet 2016  | 114 ans et 274 jours   | France                        |
| 96                 | Lucia Laura Sangenito                  | F    | 22 novembre 1910   | Vivante           | 114 ans et 271 jours   | Italie                        |
| 97                 | Ramona Trinidad Iglesias-Jordan        | F    | 1er septembre 1889 | 29 mai 2004       | 114 ans et 271 jours   | Porto Rico                    |
| 97                 | Yukie Hino                             | F    | 17 avril 1902      | 13 janvier 2017   | 114 ans et 271 jours   | Japon                         |
| 99                 | Charlotte Kretschmann                  | F    | 3 décembre 1909    | 27 août 2024      | 114 ans et 268 jours   | Allemagne Pologne             |
| 100                | Horacio Celi Mendoza                   | M    | 3 janvier 1897     | 25 septembre 2011 | 114 ans et 265 jours   | Pérou                         |
| 100                | Delphine Gibson                        | F    | 17 août 1903       | 9 mai 2018        | 114 ans et 265 jours   | États-Unis                    |

## Évolution de l'âge record des personnes les plus âgées
Ce tableau présente les personnes les plus âgées ayant eu l'âge le plus élevé au monde connu :

| Nom                      | Sexe | Date de naissance | Date de décès    | Âge                  | Nationalité | Date de début du record | Durée du record                |
| ------------------------ | ---- | ----------------- | ---------------- | -------------------- | ----------- | ----------------------- | ------------------------------ |
| Ferdinand Ashmall        | M    | 9 janvier 1695    | 5 février 1798   | 103 ans et 27 jours  | Royaume-Uni | 10 décembre 1797        | au moins 15 ans et 325 jours   |
| Bartholomew Johnson      | M    | 3 octobre 1710    | 14 février 1814  | 103 ans et 134 jours | Royaume-Uni | 31 octobre 1813         | 14 ans et 70 jours             |
| Lorenzo Malori           | M    | 27 août 1724      | 16 mars 1830     | 105 ans et 201 jours | Italie      | 9 janvier 1828          | 2 ans et 262 jours             |
| Marie-Louise Plante      | F    | 10 mars 1725      | 14 juin 1832     | 107 ans et 96 jours  | Canada      | 28 septembre 1830       | 5 ans et 214 jours             |
| Pierre Darcourt          | M    | 23 janvier 1729   | 11 mai 1837      | 108 ans et 108 jours | Belgique    | 29 avril 1836           | 55 ans et 321 jours            |
| Marie d'Evergroote       | F    | 18 octobre 1783   | 14 mars 1892     | 108 ans et 148 jours | Belgique    | 15 mars 1892            | 4 ans et 202 jours             |
| Kirsti Skagen            | F    | 8 mai 1788        | 24 novembre 1897 | 109 ans et 200 jours | Norvège     | 4 octobre 1896          | 1 an et 187 jours              |
| Geert Adriaans Boomgaard | M    | 21 septembre 1788 | 3 février 1899   | 110 ans et 135 jours | Pays-Bas    | 10 avril 1898           | 4 ans et 173 jours             |
| Margaret Ann Neve        | F    | 18 mai 1792       | 4 avril 1903     | 110 ans et 321 jours | Royaume-Uni | 1er octobre 1902        | 22 ans et 322 jours            |
| Louisa Thiers            | F    | 2 octobre 1814    | 17 février 1926  | 111 ans et 138 jours | États-Unis  | 20 août 1925            | 1 an et 30 jours               |
| Delina Filkins           | F    | 4 mai 1815        | 4 décembre 1928  | 113 ans et 214 jours | États-Unis  | 20 septembre 1926       | 53 ans et 25 jours             |
| Eliza Underwood          | F    | 15 mars 1866      | 27 janvier 1981  | 114 ans et 318 jours | États-Unis  | 16 octobre 1979         | 6 ans et 245 jours             |
| Augusta Holtz            | F    | 3 août 1871       | 21 octobre 1986  | 115 ans et 79 jours  | États-Unis  | 18 juin 1986            | 3 ans et 63 jours              |
| Easter Wiggins           | F    | 1er juin 1874     | 7 juillet 1990   | 116 ans et 36 jours  | États-Unis  | 20 août 1989            | 1 an et 222 jours              |
| Jeanne Calment           | F    | 21 février 1875   | 4 août 1997      | 122 ans et 164 jours | France      | 30 mars 1991            | 34 ans et 143 jours (en cours) |

## Les nationalités présentes dans le classement
| Rang | Pays        | Nombre de supercentenaires dans le Top 100 |
| ---- | ----------- | ------------------------------------------ |
| 1    | États-Unis  | 37                                         |
| 2    | Japon       | 22                                         |
| 3    | France      | 7                                          |
| 4    | Brésil      | 6                                          |
| 5    | Italie      | 5                                          |
| 6    | Royaume-Uni | 4                                          |
| 7    | Canada      | 3                                          |
| 7    | Espagne     | 3                                          |
| 9    | Porto Rico  | 2                                          |
| 9    | Portugal    | 2                                          |
| 11   | Allemagne   | 1                                          |
| 11   | Argentine   | 1                                          |
| 11   | Colombie    | 1                                          |
| 11   | Équateur    | 1                                          |
| 11   | Jamaïque    | 1                                          |
| 11   | Panama      | 1                                          |
| 11   | Pays-Bas    | 1                                          |
| 11   | Pérou       | 1                                          |
| 11   | Pologne     | 1                                          |
| 11   | Venezuela   | 1                                          |